# Yngve Löwegren
Yngve Mauritz Löwegren, född 17 september 1899 i Lund, död där 19 augusti 1991, var en svensk lärare och zoolog.
Yngve Löwegren var son till köpmannen Bror Gustaf Löwegren. Efter studentexamen i Visby 1922 studerade han vid Lunds universitet, blev filosofie kandidat 1929, filosofie magister 1931 och filosofie licentiat 1936. Han var amanuens i zoologi i Lund 1923–1933, gav kurser i zoologisk konserverings- och museiteknik vid Lunds universitet 1933–1945 samt var ämneslärare vid kommunala mellanskolan i Lund från 1940. Han gjorde omfattande resor i Europa och besökte även Egypten och Palestina. Löwegren behandlade zoologisk museiteknik i en rad skrifter, varibland märks Biologisk teknik (i Djurens värld, 1940) och Zoologisk teknik 1. Våra ryggradsdjur. Hur man preparerar dem (1946), och publicerade uppsatser rörande de högre djurens, särskilt fåglarnas och fiskarnas systematik. Han var medarbetare i Djurens värld 1937–1938 och i Svensk uppslagsboks första upplaga. År 1953 blev han filosofie doktor, och var från 1955 docent i zoologins historia i Lund. Från 1955 var han förste museiintendent vid zoologiska institutionen i Lund. Löwegren blev 1954 lektor vid kommunala gymnasiet i Malmö.